# 波蘭文化
波蘭文化和其千年的複雜歷史緊密相連。波蘭地處歐洲中心，文化也是歐洲各地文化合流的結果。波蘭文化淵源開始於早期斯拉夫人，但波蘭文化一直深受德國文化、拉丁文化和拜占庭文化的影響，並且許多少數族裔也曾居住波蘭並對波蘭文化產生影響。在19和20世紀，波蘭比起政治和經濟更重視文化。現在波蘭是一個高度發達的國家，並且保留了其文化傳統。波蘭語屬於西斯拉語，是斯拉夫語言中使用人口第二多的語言。

## 波蘭文學
波兰的文学作品以爱国主义、灵性、社会寓言和道德叙事等为主要题材。波兰最早的文学作品可以追溯到12世纪，当时的主要文学语言是拉丁语。《亨利科夫之书》中记载了目前最早的波兰语文本，已被列入《世界记忆名录》。现存最古老的古代波兰语散文手稿是《圣十字布道》和《索菲亚王后圣经》，《克拉科夫日历》则是波兰现存最古老的印刷品。
揚·科哈諾夫斯基和米科瓦伊·芮伊是文艺复兴时期第一批用波兰语写作的作家。这一时期的主要作家有扬·丹蒂泽克、安爵·佛利區·莫德爵夫斯基、瓦日涅茨·戈斯利奇、马切伊·萨比夫斯基、扬·瓦斯基等。在巴洛克时代，耶稣会哲学和波兰本土文化极大地影响了当时的文学风格，代表作家有扬·帕塞克、扬·安德烈·莫什丁等。进入啟蒙時代，剧作家伊格纳西·克拉西奇创作了第一部波兰语小说。19世纪，波兰浪漫主义文学开始发展，以尤利烏什·斯沃瓦茨基、齊格蒙特·克拉辛斯基、亚当·密茨凯维奇等“三大诗人”为代表，其中密茨凯维奇创作的史诗《塔德伍施先生》为波兰文学的一大经典巨作。19世纪末至20世纪初，约瑟夫·康拉德用英语创作了诸多优秀的表现主义和早期现代主义文学作品，使他成为有史以来最杰出的小说家之一。
当代波兰文学类型多种多样，其中奇幻文學尤为著名。的科幻小说《索拉里斯星》以及的系列奇幻小说在国际上广受赞誉。

### 有六位波蘭人曾獲得諾貝爾文學獎
他們分別是：
- 1905年獲獎的亨利克·顯克微支 [ˈxɛnrɨk ˈadam alɛkˈsandɛr ˈpjus ɕɛnˈkʲɛvit͡ʂ] [18]、
- 1924年的瓦迪斯瓦夫·雷蒙特 [vwaˈdɨswaf ˈrɛjmɔnt] [19]、
- 1978年的艾薩克·巴什維斯·辛格 [Jicchok Baševis Zinger] [20]（波蘭猶太裔美國人）、
- 1980年的切斯瓦夫·米沃什 [ˈt͡ʂɛswaf ˈmiwɔʂ] [21]和
- 1996年獲獎的維斯拉瓦·辛波絲卡 [viˈswava ʂɨmˈbɔrska] [22]、
- 2018年的奧爾嘉·朵卡萩 [ɔlga tɔˈkart͡ʂuk] [23]。